# Bảo tàng Lăng mộ Triệu Văn Đế
Bảo tàng Lăng mộ Triệu Văn Đế, hay còn gọi là Bảo tàng Lăng mộ Triệu Văn Vương (tiếng Trung: 西汉南越王博物馆; bính âm: Xī Hàn Nányuè Wáng Bówùguăn; Hán-Việt: Tây Hán Nam Việt vương bác vật quán; dịch là: Bảo tàng vua Nam Việt thời Tây Hán), nằm trên đường Giải Phóng Bắc, quận Việt Tú, thành phố Quảng Châu, miền Nam Trung Quốc. Với một diện tích 1.400 mét vuông, ngôi mộ là minh chứng cho lịch sử hơn 2000 năm của thành phố Quảng Châu. Nơi đây nổi tiếng với ngôi mộ còn trong tình trạng tốt cùng các hiện vật cổ chôn theo mang phong cách Hán, cũng như kiến trúc thanh thoát và tuyệt đẹp của các nền văn hóa trên khắp vùng Lĩnh Nam.
Chủ nhân của ngôi mộ là vị vua thứ hai nhà Triệu nước Nam Việt, tức Triệu Văn Đế hay Triệu Mạt/Triệu Muội (trị vì từ 137-124 TCN).

## Bố trí

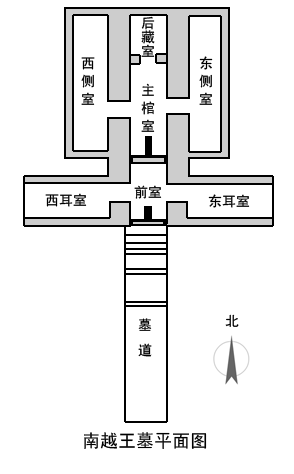
Sơ đồ mặt bằng của lăng mộ

Khu lăng mộ được phát hiện vào năm 1983 và bảo tàng mở cửa năm 1988. Nằm ở độ sâu 20m dưới chân núi Tượng Cương ở thành phố Quảng Châu khi người ta đào móng để xây dựng một khách sạn, và nó đã được khai quật. Khu lăng mộ này dài gần 11m và rộng 12m, xây dựng theo hướng bắc-nam, kiểu chữ "Sĩ" (士). Nó được chia ra làm 7 phần, với một gian tiền đường, hai gian nhĩ thất ở phía đông (chứa các đồ phục vụ ăn uống) và phía tây (chứa xe ngựa, binh khí, các vật dụng trân quý), gian chính đặt quan tài kiểu trong quan ngoài quách, hai gian trắc thất phía đông và tây và 1 gian nhà kho ở hậu cung.

## Hiện vật

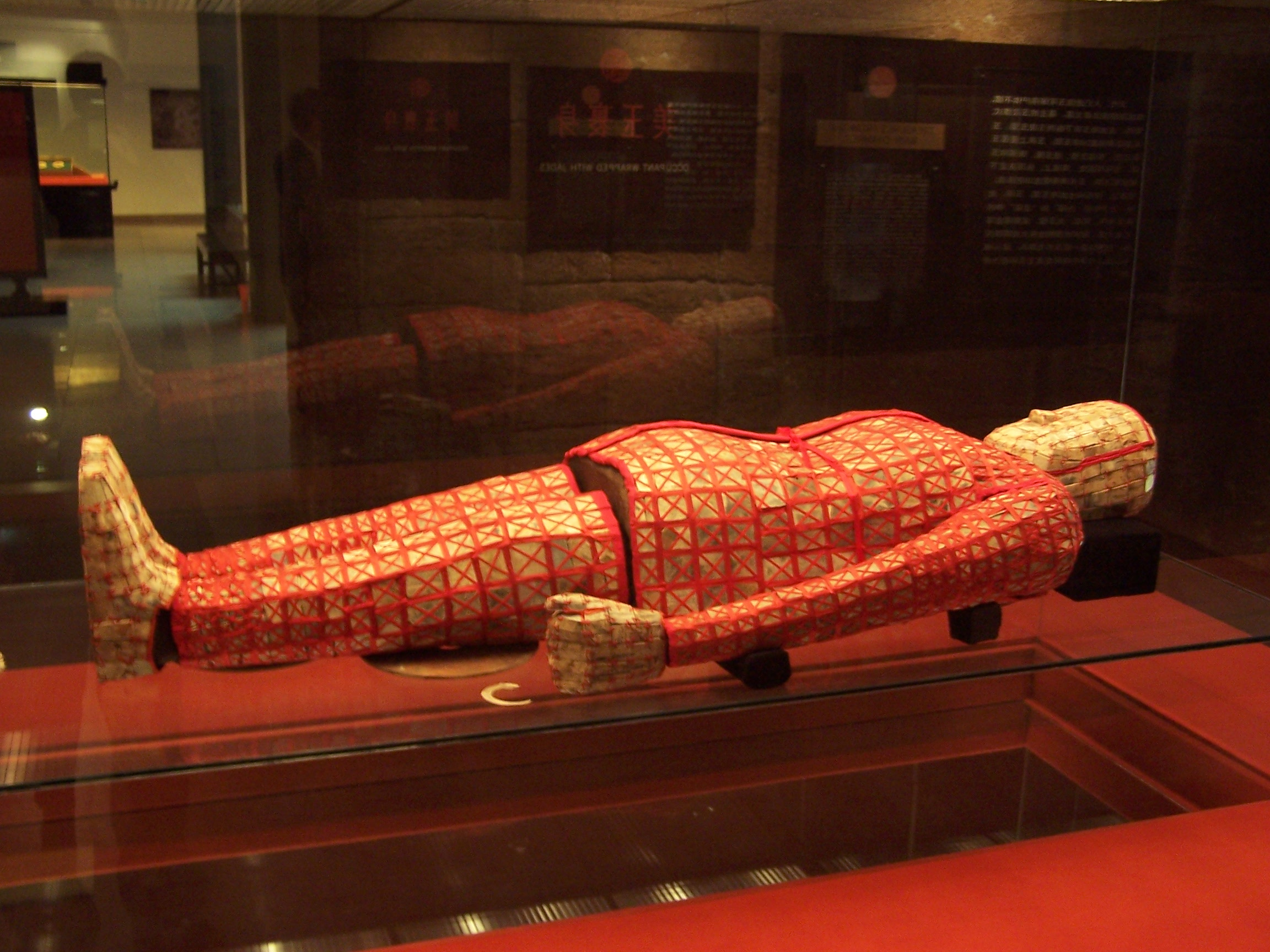
Tro cốt của Triệu Văn Đế được quấn bằng lụa đỏ và nằm trong bộ ngọc y và quan tài ngọc

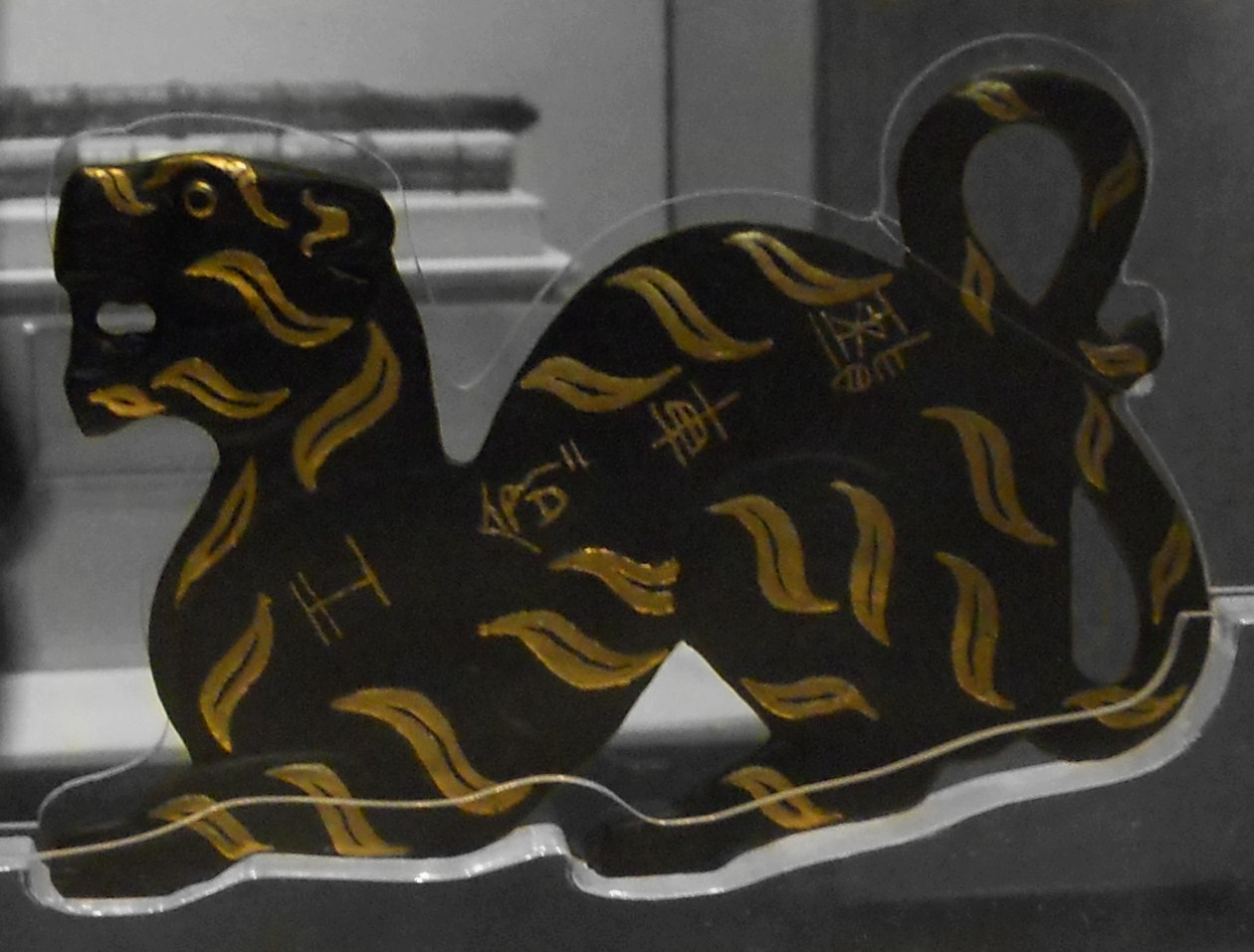
Hổ phù bằng đồng dát vàng, khắc bốn chữ 王命車徒 "Vương mệnh xa đồ"

Khu lăng mộ chứa trên 1.000 đồ tùy táng (gồm các cổ vật bằng vàng, bạc, đồng, sắt, gốm và ngọc), một cỗ xe ngựa kéo, các chai lọ bình bằng vàng và bạc, các nhạc cụ, và người ta cũng tìm thấy xương cốt của các thê thiếp, nô bộc được tuẫn táng cùng (tổng cộng 15 người, trong đó tại gian trắc thất phía đông có 4 nàng hầu, thê thiếp được tuẫn táng theo, tại gian trắc thất phía tây có 7 nô bộc được tuẫn táng theo). Nó cũng là khu lăng mộ duy nhất thời kỳ đầu nhà Triệu nước Nam Việt có các bức bích họa trên các bức tường hiện nằm tại lãnh thổ Trung Quốc ngày nay.
Khu lăng mộ này còn khai quật được một chiếc ấn Hoàng đế bằng vàng, khắc bốn chữ "文帝行璽" (Văn Đế hành tỷ) kiểu tiểu triện âm văn, chỉ ra rằng đương thời Triệu Hồ/Triệu Mạt tự coi mình sánh ngang với các Hoàng đế nhà Hán. Một chiếc ấn khối vuông bằng đồng khắc chữ "胥浦侯印 Tư (Việt) Phố hầu ấn" (Ấn dành cho thủ lĩnh huyện Tư Phố) được phát hiện ở Thanh Hóa thuộc miền bắc Việt Nam trong thập niên 1930. Ấn có đúc hình rùa trên lưng và được cho là của viên điển sứ tước Hầu ở Cửu Chân. Tư Phố là tên trị sở quận Cửu Chân đóng ở khu vực làng Ràng (phường Thiệu Dương, thành phố Thanh Hóa) hiện nay. Do sự tương đồng với những chiếc ấn được tìm thấy ở lăng mộ Triệu Văn Đế, chiếc ấn đồng này được công nhận là ấn chính thức của nước Nam Việt. Chiếc ấn hiện trưng bày ở Bảo tàng Nghệ thuật và Lịch sử Hoàng gia Bỉ, Brussel.

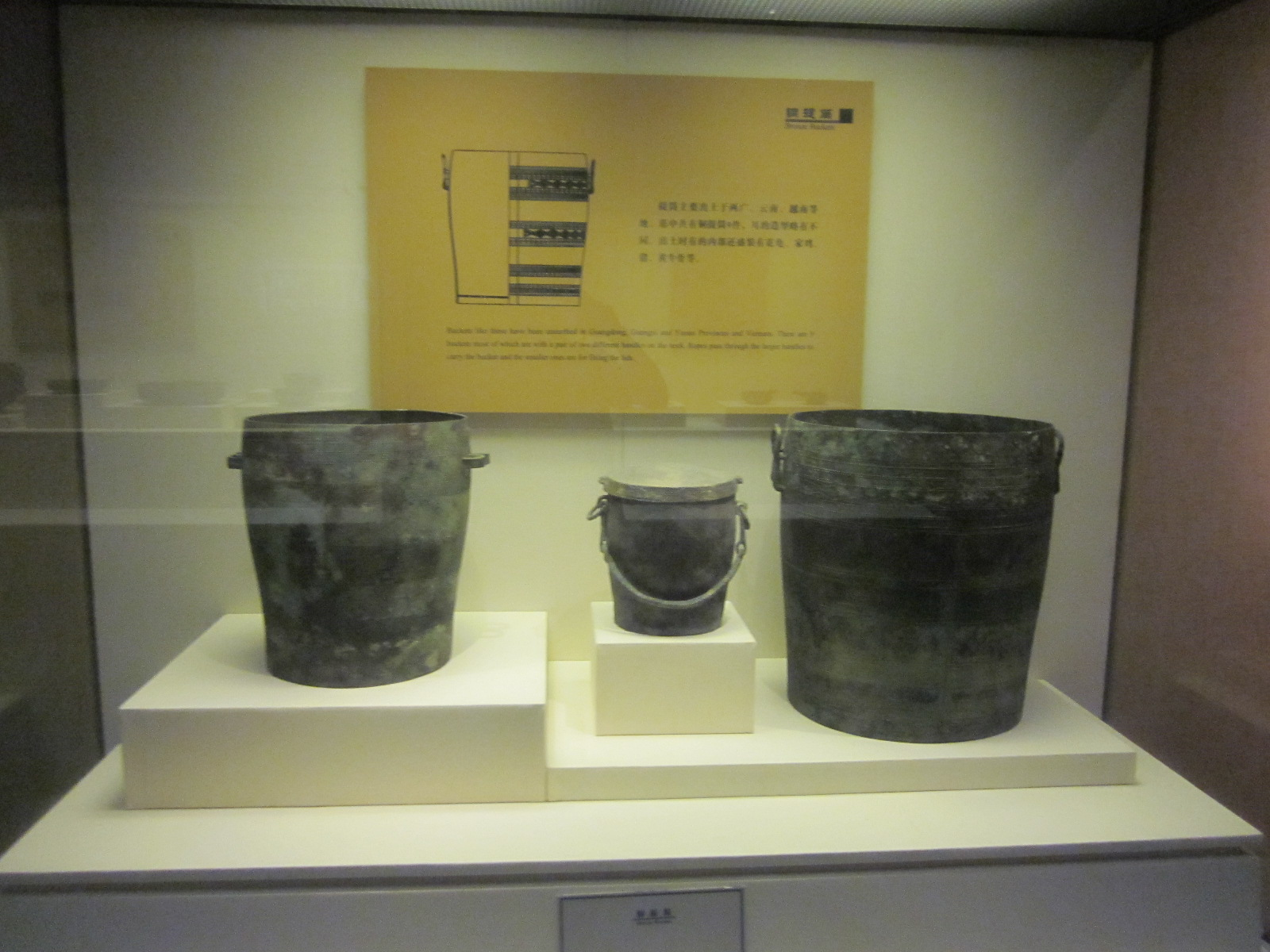
Thạp đồng Đông Sơn trong lăng mộ

Bên cạnh các cổ vật theo văn hóa phương Bắc, người ta còn tìm thấy các đồ vật có nguồn gốc từ vùng thảo nguyên Trung Á, I-ran và Hy Lạp cổ đại: một chiếc hộp bằng bạc kiểu Ba Tư được tìm thấy trong mộ là sản phẩm nhập khẩu sớm nhất được tìm thấy cho tới nay tại lãnh thổ Trung Quốc hiện đại. Cũng có nhiều cổ vật được phát hiện tại đây thuộc về văn hóa Đông Sơn ở miền bắc Việt Nam.